# 新潟県道179号魚沼中条停車場線
新潟県道179号魚沼中条停車場線（にいがたけんどう179ごう うおぬまなかじょうていしゃじょうせん）は、新潟県十日町市内を通る一般県道である。

## 概要
ゼンリンデータコム提供の電子地図では、当県道は記載されていない（2011年（平成23年）12月3日現在）。

### 路線データ
- 起点：魚沼中条停車場（新潟県十日町市中条甲）
- 終点：新潟県十日町市中条甲（国道117号交点）

## 地理

### 通過する自治体
- 新潟県
十日町市

### 交差する道路
- 十日町市道（起点：十日町市中条甲、「魚沼中条駅」前）
- 国道117号（終点：十日町市中条甲）

### 沿線
- JR飯山線 魚沼中条駅
- 十日町市立中条中学校
- 十日町市立中条小学校
- JA十日町 中条支店
- 魚沼中条郵便局
- ラポート十日町 中条店